# Церемония MTV Video Music Awards 2024
The 2024 MTV Video Music Awards — 41-я церемония вручения наград, которая состоялась 11 сентября 2024 года в Элмонте (штат Нью-Йорк, США) в Ю-би-эс Арене. На ней были отмечены лучшие музыкальные клипы, исполнители и песни, выпущенные в период с 22 июня 2023 года по 20 июня 2024 года. Ведущей шоу стала обладательница премии «Грэмми» американская рэперша Megan Thee Stallion, что стало её дебютом в качестве ведущей.
Тейлор Свифт стала самым номинированным и награждённым артистом, получив 12 номинаций и победив в семи, включая девять номинаций и пять побед за совместную работу с Post Malone над синглом «Fortnight». В целом у Свифт стало рекордные 30 наград MTV Video Music Awards и она сравнялась с Бейонсе, у которой также 30 наград, включая 26 наград за сольную карьеру, две награды, полученные с дуэтом The Carters, и ещё две с группой Destiny’s Child. Эминем получил две награды и в сумме у него стало 15, рекорд среди мужчин. У Post Malone одиннадцать номинаций, у Эминема восемь, у Арианы Гранде, Сабрины Карпентер и Megan Thee Stallion и SZA имели по семь номинаций.
Кэти Перри была награждена Michael Jackson Video Vanguard Award.
Церемония собрала самую большую аудиторию за последние четыре года — 4,08 миллиона человек, что на 8 % больше, чем в прошлом году.

## Победители и номинанты
Первый раунд номинантов был объявлен 6 августа 2024 года. Тейлор Свифт лидировала с десятью номинациями, за ней следовал Post Malone с девятью, а также Ариана Гранде, Сабрина Карпентер и Эминем, у которых по шесть номинаций, и Megan Thee Stallion и SZA, у которых по пять.
Второй раунд номинантов был объявлен 30 августа, в него вошли две новые номинации премии– VMAs Most Iconic Performance и Best Trending Video. После объявления второго раунда номинаций Свифт лидировала с двенадцатью, за ней следовал Мэлоун с одиннадцатью, Эминем с восемью, а Гранде, Меган Thee Stallion, Карпентер и SZA получили по семь номинаций.

### Категории для голосования
Победители в следующих категориях были выбраны путём голосования фанатов. Первый тур голосования, известный как «Общий период голосования», начался 6 августа 2024 года для пятнадцати категорий и завершился 30 августа, за исключением номинация «Лучший новый артист», которая осталась доступной для голосования до самого шоу. Второй тур голосования, известный как «Instagram Story Voting», начался 2 сентября в 11 утра по восточному времени и завершился 11 сентября в 11 утра по восточному времени.
| Видео года \| Video of the Year | Песня года \| Song of the Year |
| --- | --- |
| - Тейлор Свифт при участии Post Malone — «Fortnight» - Ариана Гранде — «We Can’t Be Friends (Wait for Your Love)» - Билли Айлиш — «Lunch» - Doja Cat — «Paint the Town Red» - Эминем — «Houdini» - SZA — «Snooze» | - Сабрина Карпентер — «Espresso» - Бейонсе — «Texas Hold 'Em» - Джек Харлоу — «Lovin on Me» - Кендрик Ламар — «Not Like Us» - Тейлор Свифт при участии Post Malone — «Fortnight» - Тедди Свимс — «Lose Control» |
| Артист года \| Artist of the Year | Лучший новый артист \| Best New Artist |
| - Тейлор Свифт - Ариана Гранде - Бэд Банни - Эминем - Сабрина Карпентер - SZA | - Чаппелл Рон - Бенсон Бун - Грэйси Абрамс - Shaboozey - Тедди Свимс - Tyla |
| Push Performance of The Year | Лучшая совместная работа \| Best Collaboration |
| * июнь 2024: Le Sserafim — «Easy» - - август 2023: Kaliii — «Area Codes» - сентябрь 2023: GloRilla — «Lick or Sum» - октябрь 2023: Бенсон Бун — «In The Stars» - ноябрь 2023: Coco Jones — «ICU» - декабрь 2023: Виктория Моне — «On My Mama» - январь 2024: Jessie Murph — «Wild Ones» - февраль 2024: Тедди Свимс — «Lose Control» - март 2024: Чаппелл Рон — «Red Wine Supernova» - апрель 2024: Flyana Boss — «Yeaaa» - май 2024: Laufey — «Goddess» - июль 2024: The Warning — «Automatic Sun» | - Тейлор Свифт при участии Post Malone — «Fortnight» - Дрейк при участии Sexyy Red & SZA — «Rich Baby Daddy» - GloRilla и Megan Thee Stallion — «Wanna Be» - Jessie Murph при участии Jelly Roll — «Wild Ones» - Jungkook при участии Latto — «Seven» - Post Malone при участии Моргана Уоллена — «I Had Some Help» |
| Лучшее поп-видео \| Best Pop | Лучшее хип-хоп видео \| Best Hip Hop |
| - Тейлор Свифт - Камила Кабельо - Дуа Липа - Оливия Родриго - Сабрина Карпентер - Тейт Макрей | - Эминем — «Houdini» - Дрейк при участии Sexyy Red & SZA — «Rich Baby Daddy» - GloRilla — «Yeah Glo!» - Gunna — «FukUMean» - Megan Thee Stallion — «Boa» - Трэвис Скотт при участии Playboi Carti — «Fe!n» |
| Лучшее R&B видео \| Best R&B | Лучшее К-поп видео \| Best K-pop |
| - SZA — «Snooze» - Алиша Киз — «Lifeline» - Muni Long — «Made For Me» - Tyla — «Water» - Ашер, Summer Walker и 21 Savage — «Good Good» - Виктория Моне — «On My Mama» | - Лиса Манобан — «Rockstar» - Jungkook при участии Latto — «Seven» - NCT Dream — «Smoothie» - NewJeans — «Super Shy» - Stray Kids — «Lalalala» - Tomorrow X Together — «Deja Vu» |
| Лучшее латинское видео \| Best Latin | Лучшее рок-видео \| Best Rock |
| - Анитта — «Mil Veces» - Бэд Банни — «Monaco» - Кароль Джи — «Mi Ex Tenía Razón» - Myke Towers — «Lala» - Peso Pluma и Anitta — «Bellakeo» - Rauw Alejandro — «Touching The Sky» - Шакира и Карди Би — «Puntería» | - Ленни Кравиц — «Human» - Bon Jovi — «Legendary» - Coldplay — «Feelslikeimfallinginlove» - Green Day — «Dilemma» - Kings of Leon — «Mustang» - U2 — «Atomic City» |
| Лучшее альтернативное видео \| Best Alternative | Лучшее афробитс-видео \| Best Afrobeats |
| - Бенсон Бун — «Beautiful Things» - Bleachers — «Tiny Moves» - Hozier — «Too Sweet» - Imagine Dragons — «Eyes Closed» - Linkin Park — «Friendly Fire» - Тедди Свимс — «Lose Control (Live)» | - Tyla — «Water» - Ayra Starr при участии Giveon — «Last Heartbreak Song» - Burna Boy — «City Boys» - Крис Браун при участии Davido и Lojay — «Sensational» - Tems — «Love Me JeJe»** Ашер и Pheelz — «Ruin» |

| Лучшее видео с посланием \| Video for Good | Song of Summer \| Песня лета |
| --- | --- |
| - Билли Айлиш — «What Was I Made For?» - Alexander Stewart — «if only you knew» - Coldplay — «Feelslikeimfallinginlove» - Joyner Lucas и Jelly Roll — «Best for Me» - RAYE — «Genesis» - Тайлер Чилдерс — «In Your Love» | - Тейлор Свифт при участии Post Malone — «Fortnight» - Ариана Гранде — «We Can’t Be Friends (Wait for Your Love)» - Бенсон Бун — «Beautiful Things» - Билли Айлиш — «Birds of a Feather» - Chappell Roan — «Good Luck, Babe!» - Charli XCX и Билли Айлиш — «Guess» - Eminem — «Houdini» - Future, Metro Boomin и Кендрик Ламар — «Like That» - GloRilla и Megan Thee Stallion — «Wanna Be» - Hozier — «Too Sweet» - Кендрик Ламар — «Not Like Us» - Post Malone при участии Morgan Wallen — «I Had Some Help» - Сабрина Карпентер — «Please Please Please» - Shaboozey — «A Bar Song (Tipsy)» - SZA — «Saturn» - Tommy Richman — «Million Dollar Baby» |
| Best Group | - Тейлор Свифт при участии Post Malone — «Fortnight» - Ариана Гранде — «We Can’t Be Friends (Wait for Your Love)» - Бенсон Бун — «Beautiful Things» - Билли Айлиш — «Birds of a Feather» - Chappell Roan — «Good Luck, Babe!» - Charli XCX и Билли Айлиш — «Guess» - Eminem — «Houdini» - Future, Metro Boomin и Кендрик Ламар — «Like That» - GloRilla и Megan Thee Stallion — «Wanna Be» - Hozier — «Too Sweet» - Кендрик Ламар — «Not Like Us» - Post Malone при участии Morgan Wallen — «I Had Some Help» - Сабрина Карпентер — «Please Please Please» - Shaboozey — «A Bar Song (Tipsy)» - SZA — «Saturn» - Tommy Richman — «Million Dollar Baby» |
| - Seventeen - Coldplay - Imagine Dragons - NCT Dream - NewJeans - NSYNC - Tomorrow X Together - Twenty One Pilots | - Тейлор Свифт при участии Post Malone — «Fortnight» - Ариана Гранде — «We Can’t Be Friends (Wait for Your Love)» - Бенсон Бун — «Beautiful Things» - Билли Айлиш — «Birds of a Feather» - Chappell Roan — «Good Luck, Babe!» - Charli XCX и Билли Айлиш — «Guess» - Eminem — «Houdini» - Future, Metro Boomin и Кендрик Ламар — «Like That» - GloRilla и Megan Thee Stallion — «Wanna Be» - Hozier — «Too Sweet» - Кендрик Ламар — «Not Like Us» - Post Malone при участии Morgan Wallen — «I Had Some Help» - Сабрина Карпентер — «Please Please Please» - Shaboozey — «A Bar Song (Tipsy)» - SZA — «Saturn» - Tommy Richman — «Million Dollar Baby» |
| VMAs Most Iconic Performance | Best Trending Video |
| - Кэти Перри — «Roar» (2013, live from Empire-Fulton Ferry Park) - Бейонсе — «Love on Top» (2011) - Бритни Спирс, Christina Aguilera, Madonna и Missy Elliott — «Like a Virgin» и «Hollywood» (2003) - Эминем — «The Real Slim Shady» и «The Way I Am» (2000) - Леди Гага — «Paparazzi» (2009) - Мадонна — «Like a Virgin» (1984) - Taylor Swift — «You Belong With Me» (2009) | - Megan Thee Stallion при участии Yuki Chiba — «Mamushi» - Бейонсе — «Texas Hold ’Em» - Камила Кабельо при участии Playboi Carti — «I Luv It» - Chappell Roan — «Hot to Go!» - Charli XCX — «Apple» - Тинаше — «Nasty» |

### Профессиональные категории
Победители в следующих категориях были выбраны профессионалами отрасли.
| Лучшие визуальные эффекты \| Best Visual Effects | Лучший монтаж \| Best Editing |
| --- | --- |
| - Эминем — «Houdini» (визуальные эффекты Synapse Virtual Production, Louise Lee, Rich Lee, Metaphysic and Flawless Post) - Ариана Гранде — «The Boy Is Mine» (визуальные эффекты Digital Axis) - Джастин Тимберлейк — «Selfish» (визуальные эффекты Candice Dragonas) - Megan Thee Stallion — «Boa» (визуальные эффекты Mathematic) - Оливия Родриго — «Get Him Back!» (визуальные эффекты Uppercut, John Geehreng, Steve Cokonis, Mitch Gardiner, Chelsea Pistono, John Ashby, Alice Cen, Ernie Armitage, Georgina Poushkine, Cooper Vacheron, Preston Mohr, Karen Arakelian and Justin Johnson) - Тейлор Свифт при участии Post Malone — «Fortnight» (визуальные эффекты Parliament) | - Тейлор Свифт при участии Post Malone — «Fortnight» (монтаж Chancler Haynes) - Anitta — «Mil Veces» (монтаж Nick Yumul) - Ариана Гранде — «We Can’t Be Friends (Wait for Your Love)» — (монтаж Luis Caraza Peimbert) - Эминем — «Houdini» (монтаж David Checel) - Лиса Манобан — «Rockstar» (монтаж Nik Kohler) - Сабрина Карпентер — «Espresso» (монтаж Jai Shukla) |
| Лучшая режиссура \| Best Direction | Лучшая художественная работа \| Best Art Direction |
| - Тейлор Свифт при участии Post Malone — «Fortnight» (режиссёр Тейлор Свифт) - Ариана Гранде — «We Can’t Be Friends (Wait for Your Love)» (режиссёр Christian Breslauer) - Bleachers — «Tiny Moves» (режиссёры Alex Lockett и Margaret Qualley) - Eminem — «Houdini» (режиссёр Rich Lee) - Megan Thee Stallion — «Boa» (режиссёр Daniel Iglesias Jr.) - Сабрина Карпентер — «Please Please Please» (режиссёр Bardia Zeinali) | - Megan Thee Stallion — «Boa» (художник-постановщик Brittany Porter) - Charli XCX — «360» (художник-постановщик Grace Surnow) - Лиса Манобан — «Rockstar» (художник-постановщик Pongsan Thawatwichian) - Оливия Родриго — «Bad Idea Right?» (художник-постановщик Nicholas des Jardins) - Сабрина Карпентер — «Please Please Please» (художник-постановщик Nicholas des Jardins) - Тейлор Свифт при участии Post Malone — «Fortnight» (художник-постановщик Ethan Tobman) |
| Лучшая хореография \| Best Choreography | Лучшая операторская работа \| Best Cinematography |
| - Дуа Липа — «Houdini» (хореограф Charm La'Donna) - Bleachers — «Tiny Moves» (хореограф Margaret Qualley) - Лиса Манобан — «Rockstar» (хореограф Sean Bankhead) - Rauw Alejandro — «Touching the Sky» (хореограф Felix 'Fefe' Burgos) - Тейт Макрей — «Greedy» (хореограф Sean Bankhead) - Трой Сиван — «Rush» (хореограф Sergio Reis) | - Ариана Гранде — «We Can’t Be Friends (Wait for Your Love)» (оператор Anatol Trofimov) - Charli XCX — «Von Dutch» (оператор Jeff Bierman) - Дуа Липа — «Illusion» (оператор Nikita Kuzmenko) - Оливия Родриго — «Obsessed» (оператор Marz Miller) - Rauw Alejandro — «Touching the Sky» (оператор Camilo Monsalve) - Тейлор Свифт при участии Post Malone — «Fortnight» (оператор Rodrigo Prieto)                                                                        |

## Специальные награды
Следующие награды имеют особое значение и не обязательно вручаются ежегодно. Кэти Перри была объявлена лауреатом MTV Video Music Award имени Майкла Джексона за авангардные видео 15 августа.
| Michael Jackson Video Vanguard Award |
| ------------------------------------ |
| Кэти Перри                           |